# Semorina
Semorina là một chi nhện trong họ Salticidae.